# Baños del Inca (Cajamarca)
Baños del Inca es una localidad peruana, capital del distrito homónimo ubicado en la provincia de Cajamarca, en el sur del departamento homónimo. Se encuentra a 2665 m.s.n.m en el valle de Cajamarca, siendo la segunda urbe más importante del valle después de Cajamarca. Tenía 3 723 habitantes en 1993.